# 庞余亮
庞余亮（1967年3月—），男，中国大陸男作家，著有诗集《开始》、《比目鱼》，小说《薄荷》、《丑孩》，童话集《银镯子的故事》，散文集《小先生》等。

## 生平
1967年，庞余亮出生在江苏省兴化县的贫困乡村，是家中第十个孩子，本名庞余东。由于父母年迈，大部分时间无人管束。上初一的时候改为现名。11岁时找一个同村的哥哥借来了小说《青春之歌》，爱上了文学。1985年，他从扬州师范学院毕业，被分配到兴化沙沟镇的一个乡村学校当了老师。1989年父亲瘫痪，他一边当老师，一边和母亲一起照顾父亲，直到父亲1994年逝世。1987年春，《扬州日报》刊登了庞余亮的组诗《拔节的季节》，这是他首次公开发表作品。2000年，他成为靖江电视台法治节目编导。2004年，参加鲁迅文学院第三期中青年作家高研班，同班同学有邱华栋、刘亮程、乔叶、钟求是等。

## 创作
庞余亮早年以写诗登上文坛，其诗多描绘自然景物，第一本诗集是《开始》，收入诗篇《淮河》、《九十年代在缓慢地转身》、《遍地是心灵的碎银》、《多少亡灵在安详的散步》等。他曾获得1998年柔刚诗歌年奖、第五届汉语双年诗歌奖等。
2005年，庞余亮推出了长篇小说处女作《薄荷》，由北京十月文艺出版社出版。小说的场景设定在八九十年代的乡村“三叉港”，主要描写了三个小镇女子王丽萍、刘琴和林翠香从女孩成长为青年女子的故事。
2007年，他出版了童话集《银镯子的秘密》。书里讲述了森林里的各种生灵——蝴蝶、铃兰、纺织娘、金兔子、蚂蚁、芋头之间的故事。
2008年，他推出了第二部长篇小说《丑孩》。这部小说讲述了一个无人理解的丑孩子——三歪子的成长故事，他只与一条小黑狗、一条小板凳相伴，还得面对哥哥的排挤和父亲的暴力，最终他的苦难得到了回答。
2021年，庞余亮出版了以其15年乡村教师生涯为题材的散文集《小先生》。在他笔下，“小先生”比学生们大不了多少，虽然经验欠缺，却多了一份童心。他牵挂“野兔”和两个女生的被迫辍学、维护男生“哑巴”、将一个爱脸红的女孩称为“乡村百合”，多了一分体谅，少了一分严厉。当然，有时也有过一些尴尬经历，比如被人作为讽刺漫画画在墙上。2022年8月25日，《小先生》获鲁迅文学奖。